# Prévillers
Prévillers – miejscowość i gmina we Francji, w regionie Hauts-de-France, w departamencie Oise.
Według danych na rok 1990 gminę zamieszkiwało 116 osób, a gęstość zaludnienia wynosiła 22 osoby/km² (wśród 2293 gmin Pikardii Prévillers plasuje się na 881. miejscu pod względem liczby ludności, natomiast pod względem powierzchni na miejscu 848.).